# Новогришино
Новогришино (укр. Новогришине) — село на Украине, находится в Добропольском районе Донецкой области. Административно относится к Добропольскому сельскому совету.
Код КОАТУУ — 1422082204. Население по переписи 2001 года составляет 162 человека. Почтовый индекс — 85032. Телефонный код — 6277.

## Местный совет
85032, Донецкая область, Добропольский р-н, с. Доброполье, ул. Ленина, 1.

## История
До 1917 года в составе Российской империи.
С 1 сентября (ст. ст.) по 25 октября (ст. ст.) 1917 года в составе Российской республики. Далее началась Гражданская война.
C 29 апреля по 14 декабря 1918 года во время Гражданской войны в России в составе Украинской державы.
C декабря 1922 года в составе Украинской Советской Социалистической Республики Союза Советских Социалистических Республик.
28 января 1942 года с. Ново-Гришино освобождено от гитлеровских германских войск советскими войсками 34-й кавалерийской дивизии (А. Н. Инаури) 5-го кавалерийского корпуса (А. А. Гречко) Юго-Западного фронта в ходе Барвенково-Лозовской наступательной операции 18-31.01.1942 года. 5-й кавкорпус фронтового подчинения действовал в полосе наступления 57-й армии.